# It's Not Unusual
Singles de Tom Jones
Chills and Fever
(1964) Once Upon a Time
(1965)
It's Not Unusual est une chanson écrite par Les Reed et Gordon Mills, enregistrée pour la première fois par un chanteur alors inconnu, Tom Jones, après avoir été offerte à Sandie Shaw. Elle sort le 22 janvier 1965 au Royaume-Uni.

## Histoire
Dans un premier temps, Tom Jones enregistre ce qui doit alors être une démo pour Sandie Shaw, mais quand cette dernière l'entend, elle est impressionnée par la prestation du chanteur et refuse la chanson, en lui recommandant de la sortir lui-même. La session d'enregistrement a lieu le 11 novembre 1964 dans les studios londoniens de Decca Records. Plusieurs prises sont nécessaires, la voix puissante de Tom Jones éclipsant parfois le jeu des musiciens. 
It's Not Unusual est le deuxième single de Decca Records pour Tom Jones. La British Broadcasting Corporation (BBC) refuse initialement de diffuser la chanson sur les ondes en raison de sa connotation trop sexuellement explicite, mais celle-ci est rapidement diffusée avec succès par Radio Luxembourg et Radio Caroline, une station pirate britannique, ce qui contraint la BBC à revenir sur sa décision. Sorti à la fin du mois de janvier 1965, le single se hisse en tête des ventes de disques au Royaume-Uni le 1er mars suivant. 
It's Not Unusual se classe no 1 dans 13 pays et 800 000 exemplaires du disque sont écoulés en quatre semaines. Il s'agit en outre du premier morceau à succès de Tom Jones aux États-Unis, avec un pic au mois de mai. Le single sort en mars aux États-Unis sur le label Parrot Records, atteignant également le numéro trois dans les charts easy listening du Billboard.
La chanson est interprétée par Tom Jones lors de l'Ed Sullivan Show aux États-Unis, le 2 mai 1965, le 13 juin 1965 et le 21 avril 1968. Puis il utilise ce titre comme thème pour sa série de variétés musicale télévisée, This Is Tom Jones, de la fin des années 1960 au début des années 1970. La première version studio de la chanson sort en 1995 dans le cadre de la compilation The Legendary Tom Jones, album du 30e anniversaire du titre.

## Enregistrement

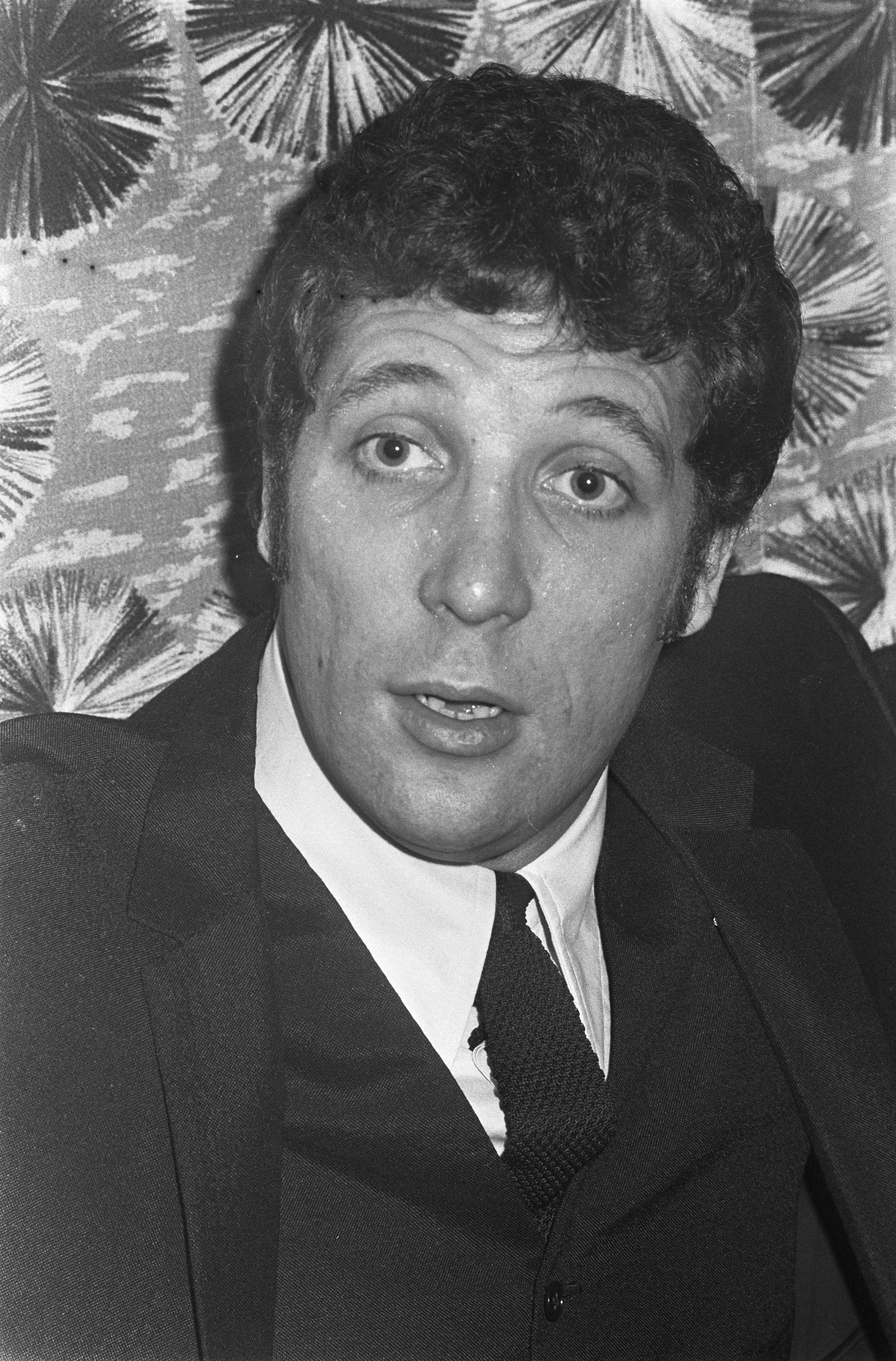
Tom Jones en 1967.

L'arrangeur musical de la chanson est son co-compositeur Les Reed. Les musiciens suivants enregistrent la chanson :
- Tom Jones – chant
- Joe Moretti – guitare solo
- Vic Flick – guitare rythmique
- Andy White ou Ronnie Verrell – batterie
- Stan Barrett – percussions
- Kenny Salmon – orgue
- Eric Ford ou Alan Weighell – basse
- John Carter et Ken Lewis – chœurs
- Stan Roderick, Kenny Baker, Bert Ezzard et Ray Davies ou Eddie Blair – trompette
- Ronnie Ross – saxophone ténor
- Harry Klein – saxophone baryton
- Bob Efford – second saxophone ténor.

Chris Slade, batteur des Squires, le groupe de Jones, est parfois cité pour la batterie, de même que Jimmy Page (de Led Zeppelin) pour la guitare solo. Selon une rumeur, en l'absence du claviériste habituel des Squires, c'est un jeune pianiste, Reginald Dwight, devenu célèbre par la suite sous le pseudonyme d'Elton John, qui aurait enregistré le morceau.

## Culture populaire
La popularité de la chanson est relancée dans les années 1990 aux États-Unis par son utilisation dans la série télévisée Le Prince de Bel-Air. Tom Jones apparaît lui-même dans un épisode de la série. La chanson est aussi reprise par Tim Burton dans deux de ses films : d'abord dans Edward aux mains d'argent puis dans Mars Attacks! où Tom Jones apparaît également dans son propre rôle, qui l'interprète sur scène à Las Vegas (la chanson étant ensuite reprise lors du générique de fin). Cette chanson est également la chanson thème de la première saison de la série canadienne Bowling Story. Elle apparait dans le film canado-américain Lake Placid (1999).
La chanson est utilisée dans l'émission télévisée française L'Équipe du soir sur la chaîne L'Équipe comme générique lorsque les consultants notent sur une échelle de un à dix la performance des joueurs.